# Guido Lemmi
Guido Lemmi (Perugia, 22 gennaio 1933 – Perugia, 21 agosto 2011) è stato uno speleologo italiano.

## Biografia
Nato a Perugia dove ha studiato e dove si è laureato in Farmacia presso la Facoltà di Farmacia dell'Università degli Studi di Perugia, fin da ragazzo raccoglie e cataloga foto e documenti sulla storia della sua città natale costituendo l'Archivio Guido Lemmi, fondo dichiarato di interesse storico con provvedimento del 22 gennaio 2008 dalla Soprintendenza Archivistica dell'Umbria e censito nel SIUSA (Sistema Informativo Unificato per le Sovrintendenze Archivistiche). Il fondo è costituito da lastre, negativi e foto originali realizzate da Guido Lemmi con fotocamere a pellicola 35mm e 60mm, e dal padre Antonio, da foto acquisite a vario titolo, soprattutto da Guido Lemmi, e realizzate da fotografi celebri quali Giuseppe Giugliarelli, Alfredo Paoletti, Andrea Zanchi e i fratelli Alinari.
Nel 1953 anni contribuisce a riprendere le attività del Gruppo Speleologico CAI Perugia interrotte in precedenza a causa della situazione socio-politica italiana. Nello stesso periodo inizia a curare il Catasto Speleologico dell'Umbria creato nel 1938 dal Professor Lippi Boncampi Direttore dell’Istituto di Mineralogia e Geologia dell’Università di Perugia di cui diviene assistente. Prende parte attiva alla sezione di Perugia del CAI ricoprendo diverse cariche: nel 1954 Consigliere e nel 1959 Segretario.
Nella metà degli anni sessanta insieme con l’amico Sergio Macciò, contribuisce alla costituzione del Soccorso Speleologico per l’Umbria e le Marche (IV Delegazione).
Nel 2010 nell’assemblea ordinaria della Scuola Nazionale di Speleologia del CAI del 4-5 dicembre 2010 (Trieste) gli viene conferito il riconoscimento di Istruttore Onorario Nazionale di Speleologia .
Ha svolto la professione di farmacista fino al 2009. Era sposato con Marcella Bessio con cui ha avuto sette figli.

## Mostre
Nel 2011 a Perugia a Palazzo Penna l'esposizione fotografica "La memoria nei Cassetti" viene dedicata alla memoria di Guido Lemmi scomparso di lì a poco. Curata da Massimo Duranti e terza tappa di un più ampio progetto sulla fotografia avviato dal Comune di Perugia con “Un viaggio nel tempo e nella memoria” curato da Alberto Grohmann. Comprende immagini del XIX e XX secolo in gran parte provenienti dal fondo archivistico di Guido Lemmi. In particolare la foto dell'ultimo treno a vapore in servizio regolare ripreso alla Stazione Ferroviaria di Perugia Fontivegge presentata in grande formato denota la capacità e la sensibilità di Guido Lemmi di individuare i momenti salienti della storia della città.